# Hygiénisme (Shelton)
Ne doit pas être confondu avec Hygiénisme.
 (mars 2015).
Si vous disposez d'ouvrages ou d'articles de référence ou si vous connaissez des sites web de qualité traitant du thème abordé ici, merci de compléter l'article en donnant les références utiles à sa vérifiabilité et en les liant à la section « Notes et références ».
L'hygiénisme (ou Hygiène naturelle), dont Shelton est l'un des promoteurs les plus connus, prône l'autoguérison par la régénération cellulaire, le crudivorisme et le jeûne et constitue l'un des piliers de la naturopathie. L'hygiénisme se préoccupe de l'hygiène de vie en général, c'est-à-dire ce qui concerne l'alimentation, mais aussi l'activité physique, le repos, la gestion des émotions et la satisfaction dans les relations sociales.

## Historique
Le mouvement hygiéniste est né au début du XIXe siècle aux États-Unis. Dès 1820, les principes de base étaient posés par les pionniers, les Docteurs Isaac Jennings, Sylvester Graham, Russel Trall, George H. Taylor. De nombreux praticiens poursuivent le mouvement, ainsi que des théoriciens. L'un des plus influents est le Dr. John H. Tilden, auteur de l’étude Toxémie et désintoxication. Mais le plus célèbre est Herbert M. Shelton, qui commence son travail dans les années 1920. Il réalise une synthèse des travaux des précédents hygiénistes et y rajoute le résultat de ses propres expériences, notamment sur les compatibilités alimentaires. La traduction de ses ouvrages en langue française permet à la théorie hygiéniste d'être connue en France.
Aux États-Unis, la principale organisation hygiéniste a été la National Health Association (NHA), fondé par Herbert M. Shelton sous le nom initial American Natural Hygiene Society (ANHS), et qui a pris son nom actuel en 1998. Les récentes déclarations de revenus de l'association indiquent que les revenus de l'organisation provenant des cotisations des membres étaient de 29 209 $ en 2006, 50 242 $ en 2005, 53 794 $ en 2004, 54 866 $ en 2003, 43 174 $ en 2002 et 47 794 $ en 2001. L'adhésion coûtant 35 $, ces chiffres suggèrent que l'association compte entre 800 et 1 500 membres. L'association a activement promu la certification des « aliments biologiques » et s'est opposée à la vaccination, à la fluoration et à l'irradiation des aliments.

## Pratique
Les hygiénistes de ce courant popularisé par Herbert M. Shelton considèrent le corps humain comme capable de s'adapter à la grande majorité des conditions de vie naturelles, et ainsi de guérir seul en cas d'agression de tout type. Pour ce faire, le corps aurait besoin simplement que l'on respecte ses besoins vitaux : oxygène, nourriture adaptée (physiologique), élimination des toxines et repos suffisant.
Pour ces hygiénistes, le problème principal est qu'on accepte de laisser entrer dans son corps : tabac, alcool, drogues diverses, cosmétiques, alimentation non physiologique, etc. L'abondance de céréales et légumineuses en particulier est pointée du doigt. Elle participerait à diminuer les capacités du corps à se détoxifier et à absorber les micronutriments (vitamines et minéraux), rares dans l'alimentation moderne.
Cette approche se base sur l'alimentation « naturelle » de l'être humain, considérant que celle produite par la civilisation (céréales, cuisson, viande en abondance, repas réguliers) ne correspond pas aux besoins du corps humain. L'hygiénisme conseille une alimentation crue, composée de légumes, fruits et noix.
D'une manière générale, les hygiénistes conseillent de respecter les « lois du vivant » : l’homéostasie (principe d’autorégulation du corps), la détoxination et la régénération cellulaire, et prônent un mode de vie respectant la physiologie de l’organisme. Dans cette optique, ils conseillent repos, alimentation saine, activité physique, bonne gestion émotionnelle et relations sociales épanouissantes.

## Critiques
En 2007, Quackwatch, site qui se présente comme étant un « guide sur le charlatanisme, la fraude sanitaire et les décisions intelligentes » déclare qu'il « semble que l'hygiénisme présente des dangers qui l'emportent largement sur les avantages possibles ». Le site précise qu'il émet cet avis même si « aucune étude scientifique n'a jamais comparé les taux de maladie et de mortalité des hygiénistes avec ceux d'autres personnes ». Quackwatch justifie son avis défavorable ainsi : « L'hygiène naturelle serait dangereuse car elle encourage le jeûne prolongé et décourage les interventions médicales éprouvées. Si son régime recommandé présente deux caractéristiques admirables (faible teneur en matières grasses et forte teneur en fibres), son évitement recommandé des produits laitiers est une invitation à l'ostéoporose ».
Certaines critiques émanent de personnes déclarant appartenir au mouvement hygiéniste, comme le médecin Albert Mosséri. Ce dernier critique virulemment plusieurs aspects de la théorie de Shelton (pilier de l'hygiénisme), comme par exemple l'ingestion de noix, qu'il considère comme nocive. En effet, Mosséri affirme que le végétarien n'a pas besoin de combler une carence en protides, qui serait due à l'interdiction de viande inhérente au végétarisme, par des noix et autres substituts, estimant que le corps peut produire lui-même des tissus musculaires à partir des seuls fruits et légumes. La vitamine B12 serait fabriquée naturellement par le corps selon la loi des transmutations biologiques de Louis Kervran, excepté si la flore intestinale est malmenée par des médicaments, laxatifs ou antibiotiques. Mosséri s'appuie sur l'exemple du Gorille, qu'il considère comme étant le singe le plus proche anatomiquement de l'espèce humaine. Le gorille est un mastodonte de muscles de plusieurs centaines de kilos, qui se nourrit pourtant quasi-exclusivement de machouillages de végétaux et de fruits. L'ingestion de noix et de produits protidiques chez les végétariens expliquerait une santé faiblarde car ces produits seraient encore plus nocifs que les produits carnés. Mosséri estime que les « semences » (graines, noix... etc) ne font pas partie de l'alimentation physiologique de l'espèce humaine, qu'elles seraient un aphrodisiaque. Les semences ne sont pas des « aliments physiologiques » selon lui.